# Little Whittingham Green
Little Whittingham Green – przysiółek w Anglii, w Suffolk. Leży 10,4 km od miasta Halesworth, 34,1 km od miasta Ipswich i 135,3 km od Londynu. Whittingham jest wspomniana w Domesday Book (1086) jako Wettingaham.